# Diclorodifluorometano
Diclorodifluorometano (R-12), normalmente vendido sob a marca Freon-12, é um clorofluorocarbono halometano (CFC), usado nos refrigeradores e usado como propelente para aerossol. Cumprindo com o Protocolo de Montreal, sua fabricação foi proibida nos Estados Unidos, juntamente com muitos outros países, em 1994, devido a preocupações sobre os danos à camada de ozônio. É solúvel em muitos solventes orgânicos.